# Apatura esakii
Apatura esakii är en fjärilsart som beskrevs av Shirozu 1959. Apatura esakii ingår i släktet Apatura och familjen praktfjärilar. Inga underarter finns listade i Catalogue of Life.